# Panay (Capiz)
Panay is een gemeente in de Filipijnse provincie Capiz op het eiland Panay. Bij de laatste census in 2007 had de gemeente ruim 42 duizend inwoners. Panay was in het verleden de hoofdstad van de provincie Capiz.

## Geografie

### Bestuurlijke indeling
Panay is onderverdeeld in de volgende 42 barangays:
| - Agbalo - Agbanban - Agojo - Anhawon - Bagacay - Bago Chiquito - Bago Grande - Bahit - Bantique - Bato - Binangig - Binantuan - Bonga - Buntod | - Butacal - Cabugao Este - Cabugao Oeste - Calapawan - Calitan - Candual - Cogon - Daga - Ilamnay - Jamul-awon - Lanipga - Lat-Asan - Libon - Linao | - Linateran - Lomboy - Lus-Onan - Magubilan - Navitas - Pawa - Pili - Poblacion Ilawod - Poblacion Ilaya - Poblacion Tabuc - Talasa - Tanza Norte - Tanza Sur - Tico |

## Demografie
Panay had bij de census van 2007 een inwoneraantal van 42.357 mensen. Dit zijn 1.758 mensen (4,3%) meer dan bij de vorige census van 2000. De gemiddelde jaarlijkse groei komt daarmee uit op 0,59%, hetgeen lager is dan het landelijk jaarlijks gemiddelde over deze periode (2,04%). Vergeleken met de census van 1995 is het aantal mensen met 3.233 (8,3%) toegenomen.

De bevolkingsdichtheid van Panay was ten tijde van de laatste census, met 42.357 inwoners op 116,37 km², 364 mensen per km².